# Klutiana fulvipes
Klutiana fulvipes là một loài tò vò trong họ Ichneumonidae.